# 287 км (зупинний пункт)
287 км — зупинний пункт Полтавської дирекції Південної залізниці. Знаходиться у місті Кременчук у районі Великої Кахнівки між станціями Рокитна та з.п. 289 км.

## Пасажирське сполучення
Тут зупиняються приміські дизельні-поїзди на Кременчук, Хорол  та Ромодан . Курсує рейковий автобус на Семенівку.
Приміський поїзд Кременчук — Хорол та Хорол— Кременчук. Рейковий автобус Кременчук — Веселий Поділ та Веселий Поділ — Кременчук.

## Галерея

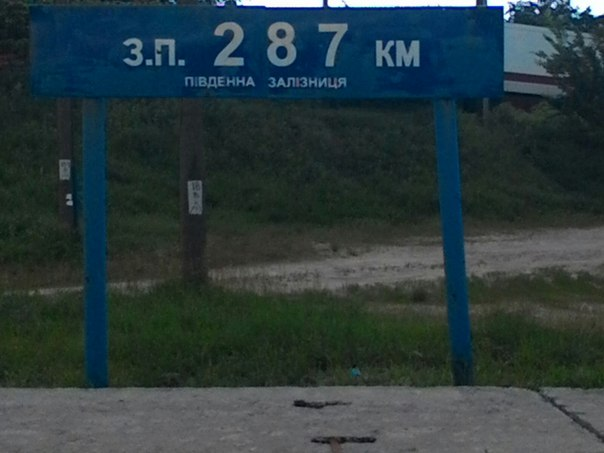
Табличка з назвою
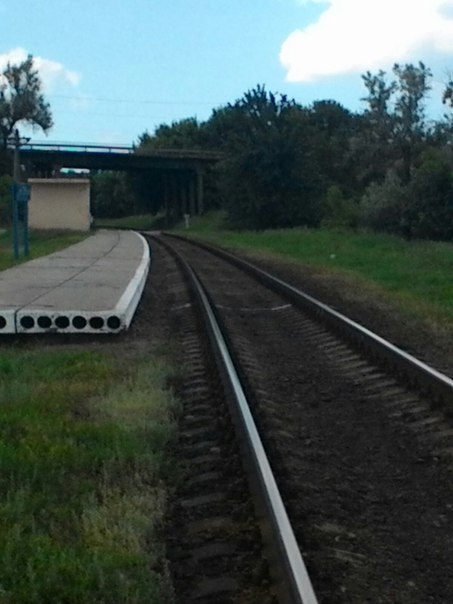
Вигляд у бік станції Кагамлицька «Р»